# باشگاه بسکتبال مردان فنرباغچه
باشگاه بسکتبال مردان فنرباغچه (انگلیسی: Fenerbahçe Men's Basketball) که به عنوان فنرباغچه اولکر نیز شناخته شده است، یک تیم بسکتبال حرفه‌ای مستقر در استانبول، ترکیه و یکی از تیم‌های باشگاه ورزشی فنرباغچه است.